# Комінтерн (Шумерлинський район)
Комінте́рн (рос. Коминтерн, чув. Коминтерна) — селище у складі Шумерлинського району Чувашії, Росія. Входить до складу Краснооктябрського сільського поселення.
Населення — 8 осіб (2010; 35 у 2002).
Національний склад:
- чуваші — 97 %